# Falcaria
- Commons
- Wikispecies

Falcaria é um género botânico pertencente à família Apiaceae.